# 检籍
检籍是指中國南北朝時，劉宋後期至南齐中期，江東政權推行的清检士籍的政策。
东晋以后，世族衰落，但是他们仍然保有许多特权。当时的世族均有籍状，籍上有名者即为世族。宋中期以后，许多人通过贿赂官员、冒充死亡等等来假造士籍使自己成为世族，这样使得国家的租调收入、役源短缺。故最早從461年，劉宋就開始把不合乎最低操守的士族貶黜為服役的將吏(與商人通婚或私下經商的士族)，等於是開除其士族資格，學者認為這是「檢籍」的先聲。不過正式檢察偽造士籍的檢籍政策，是從宋明帝泰始三年(467年)開始的，當時記載，自467年至476年，揚州九郡的黃籍上，被檢查出詐註戶籍的就有七萬一千餘戶。
南齐在479年建国后為了增加直接控制的戶口，提高賦稅收入，擴大徭役的負擔面，更是大力推行检籍工作，规定以宋元嘉二十七年（450年）的户籍为准，凡不合格者，一律改正，称为“却籍”。齊高帝即位的第二年（建元二年，480年），專門設立校籍官，置令史，指派虞玩之主持黃籍的清查。齊武帝蕭頤即位後，繼續清查，鑑定士族的真偽。核查出本應服役納賦而戶籍上造假的，便恢復原來的戶籍，繼續承擔賦役，稱為「正」籍。後來甚至要把被卻籍者罰充遠戍。但是由于检籍官员贪污收賄，激起唐寓之率領民众起事，到490年齐武帝被迫下令停止。